# Caledonia (Michigan)
Pour les articles homonymes, voir Caledonia (homonymie).
Caledonia est un village du comté de Kent, dans l'État du Michigan, aux États-Unis. En 2020, il comptait une population de 1 622 habitants.